# Eparquia de Nyíregyháza
L'eparquia de Nyíregyháza (hongarès: Nyíregyházi egyházmegye, llatí: Eparchia Nyiregyhazana) és una seu de l'Església grecocatòlica hongaresa, sufragània de l'arxieparquia de Hajdúdorog. Al 2016 tenia 102.484 batejats sobre una població de 559.272 habitants. Actualment està regida per l'eparca Ábel Szocska, O.S.B.M.

## Territori
La diòcesi comprèn la província de Szabolcs-Szatmár-Bereg, a l'est d'Hongria.
La seu eparquial és la ciutat de Nyíregyháza, on es troba la catedral de Sant Nicolau de Mira.
El territori està dividit en 84 parròquies.

## Història
L'eparquia va ser erigida pel papa Francesc el 20 de març de 2015 mitjançant la butlla Ad aptius consulendum, prenent el seu territori de l'arxieparquia d'Hajdúdorog.

## Cronologia
- Atanáz Orosz (20 de març de 2015 - 31 d'octubre de 2015) (administrador apostòlic)
- Ábel Szocska, O.S.B.M., (31 d'octubre de 2015 - 7 d'abril de 2018 nomenat eparca) (administrador apostòlic)

- Ábel Szocska, O.S.B.M., des del 7 d'abril de 2018

## Estadístiques
A finals del 2016, la diòcesi tenia 102.484 batejats sobre una població de 559.272 persones, equivalent al 18,3% del total.
| any  | població | població | població | sacerdots | sacerdots       | sacerdots       | sacerdots             | diaques | religiosos | religiosos | parròquies |
| ---- | -------- | -------- | -------- | --------- | --------------- | --------------- | --------------------- | ------- | ---------- | ---------- | ---------- |
| any  | batejats | total    | %        | total     | clergat secular | clergat regular | batejats por sacerdot | diaques | homes      | dones      |            |
| 2016 | 102.484  | 559.272  | 18,3     | 112       | 106             | 6               | 915                   |         | 11         | 3          | 84         |